# 江泽民派系

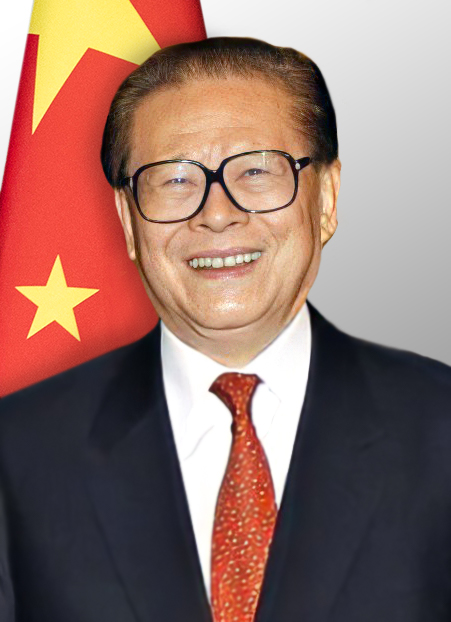
被认为是“上海帮”领袖的已故中共中央总书记江泽民。

江澤民派系，或称上海帮、江系、江派，是中国共产党内的一股政治势力派别。因该派系之首脑据信为前中共中央总书记江泽民，其主要成员多从中共上海市委、上海市人民政府的领导岗位提升至中共中央政治局、国务院等高层，或是在江泽民在位时期被提升而得名，地方派系色彩鮮明。
江泽民在1989年6月出任中共中央总书记后，其大批亲信旧部皆得到提拔重用，例如吴邦国、曾庆红、黄菊、徐匡迪、孟建柱、陈良宇、华建敏、陈至立。1997年邓小平去世后，江泽民派系开始在中央政治局中占据主导地位。在中共十六大、中共十七大推举产生的中共中央政治局中占据了多个中共中央政治局常委、委员职位。2007年“红二代”习近平在陈良宇被查后之所以能够力压胡锦涛长期培养的李克强成为“隔代总书记接班人”并于2012年接任总书记，就主要归功于江泽民、曾庆红等江派人马赏识、支持。在中国大陆境外，于胡錦濤2002年出任中共中央總書記後已充斥不少關於上海幫與当时以胡為首的中央政府之關系的評論書籍，但「上海幫」一詞因勢力所然，在中國大陸境內仍屬談論的禁忌。在中共十六大和中共十七大推举产生的中共中央政治局中，「上海帮」占据了多个中央政治局常委职位，江泽民本人也在胡锦涛出任中共中央总书记后继续留任中共中央军委主席2年，至2004年9月19日在中共十六届四中全会上才卸任军委主席的职务，但仍保留其軍委主席辦公室至2012年中共十八大胡锦涛退休前夕。
江泽民派系在2022年中共二十大后全面退出中国政治核心。2022年11月30日，江泽民去世，江澤民派系在中国政治中已被认为成为历史，不能再视为一股独立的政治派系存在。

## 2002年曾庆红任中央政治局常委
2002年11月15日，63岁的曾庆红在中共十六届一中全会上当选中共中央政治局常委（排名第五），进入最高领导层，成为正国级领导人，并连任中共中央书记处书记（排名第一）。同年12月，曾庆红接替胡锦涛出任中共中央党校校长。2003年7月，国家副主席曾庆红出任新成立的中央港澳工作协调小组组长，分管港澳事务。虽然曾庆红在党内排行第五，但是由于其与江泽民的关系，在党内获得仅次于胡锦涛、温家宝的实际权力。

## 2006年胡锦涛动手剪除異己
2006年9月24日，作为上海帮重要一员的中共上海市委书记陈良宇因卷入上海社保基金案被免职；海外媒体指這是以时任中共中央总书记胡錦濤為首的「（共青）团派」以反貪腐為名針對上海幫的大動作，導致陳良宇下台。而陈良宇下台后，时任中共浙江省委书记习近平在2007年3月被调往上海出任市委书记，成为自1987年以来首任从外地空降的上海市委书记。在陈良宇事件前，胡锦涛也对军队系统中的江泽民势力发起进攻。2006年8月，胡锦涛罢免了江泽民担任军委主席期间任命的海军司令员张定发，转而任命吴胜利为海军司令员。
2007年6月2日，时任中共中央政治局常委、国务院副总理黄菊去世，对上海帮又是一个重要的打击。法广引述台灣中央社消息，称黄菊是上海帮要员，其「消失」充满政治意涵，被视作观察现任中共总书记胡锦涛和前任江泽民势力消长的重要指标。黄菊妻子余慧文被指涉及违规使用数十亿元上海社保基金案。黄菊去世后不到两个月，曾经担任黄菊秘书的上海申能集团副总经理王维工也因卷入上海社保基金案被逮捕。2007年9月，胡锦涛将同江泽民关系密切的中央警卫局局长由喜贵撤换，由曾担任叶剑英卫士的曹清接任。
2007年10月15日，中共十七大召开，之后胡锦涛以年龄为由使上海帮核心人物的曾庆红退休，而原共青团中央第一书记李克强进入中共中央政治局常委会，标志着团派开始进入权力核心。拥有团派背景的汪洋和李源潮也在中共十七大后进入中共中央政治局，胡锦涛的心腹令计划也当选中共中央书记处书记。但上海帮的周永康也在中共十七届一中全会上当选中共中央政治局常委，并随后出任中共中央政法委书记，而上一届政治局常委中的上海帮成员吴邦国、贾庆林和李长春也连任中共中央政治局常委，标志着上海帮依旧在中央政治局里保持了一定的影响力。胡锦涛也成功阻止了和上海帮关系密切的韩正出任中共上海市委书记，转而将时任中共湖北省委书记俞正声调往上海接替进入中央的习近平出任上海市委书记。
2009年7月，乌鲁木齐爆发骚乱，胡锦涛借此在次年4月撤换了江泽民时期任命的任职长达16年的中共新疆党委书记王乐泉，转而将团派成员、时任中共湖南省委书记张春贤调往新疆接替。
2011年天下雜誌稱胡錦濤、溫家寶掌控的中共中央政權與江澤民領導的上海地方勢力之間的權鬥惡化，原因在於上海幫主張不可因過度強調農村地區發展而影響到沿海地區經濟發展。
2012年2月，时任总后勤部副部长谷俊山因贪腐被调查。谷俊山的后台被认为是江泽民在军中的代言人、时任中央军委副主席徐才厚，谷俊山的倒台也打击了徐才厚在解放军内部的影响力。之后在2012年3月，时任中共重庆市委书记薄熙来倒台，而薄熙来与江泽民派系的时任中共中央政治局常委、中央政法委书记周永康关系密切，周永康也在薄熙来倒台之后失去了实际权力，并最终将职权移交给和周永康本人关系不和的孟建柱。上海帮的实力再次受到打击。

## 2012年習近平上台執政
2012年11月，习近平接任中共中央总书记，在十七届中央政治局常委中被视为上海帮重要成员的吴邦国、贾庆林、李长春和周永康等人在中共十八大后退休。在新选举出来的十八届中央政治局常委中，江派人马依旧被认为占据多数。但是习近平和王岐山在中共十八大后发起了反腐败运动，多名江派要员在这场反腐败运动中落马，包括原中共中央政法委书记周永康、原中共中央军委副主席郭伯雄和徐才厚等。
但是，江泽民本人和习近平则并未交恶。从江泽民逝世后习近平罕见的在镜头面前流露感情、紧紧拥抱其长子江绵恒并一直给予安慰来看，二人有着不同于普通的上下级和前后代的关系。据称，习近平在2015年前后前往江泽民家中探望时，江泽民曾拉着习近平的手说党还是需要一个核心、他应该成为党的核心，由此才催生2016年中共十八届六中全会公报中对习近平是“党的核心”的论述。在反腐风暴中存活下来的剩余江派要员也随即表达了对习近平的忠诚——即对习近平作为“党中央的核心、全党的核心”的拥护，使得这些江派要员比团派获得了更好的发展。

## 2014年中央巡視組巡視上海
據BBC報導称，2014年7月29日周永康被宣佈立案调查消息后，中央巡视组进驻上海。前中共中央政治局常委周永康被视为江泽民亲信，上海是江泽民的根据地。中央巡视组抵沪後，上海光明食品集团公司前董事长王宗南即被立案。王宗南是江泽民的心腹之一。周永康是习近平反腐的对象。2014年8月1日自由時報引述金融時報消息，鑒于時年87歲的江澤民自2002年中共十六大后卸任中共中央總書記，退出中共中央政治局，其領導的中共派系「上海幫」，在黨內依然保有龐大影響力，中共中央政治局七常委中，尚有数位常委属江系人馬，現任總書記習近平的反腐行動將轉向江澤民的大本營－上海幫。中紀委巡視組進駐上海，知悉內情人士向金融時報透露，江澤民在黨內和軍方的影響力激怒了習，反腐調查鎖定多名江澤民親信，包含前中央軍委副主席徐才厚、曾擔任光明食品集團董事長的王宗南也因涉嫌挪用公款、受賄，遭立案調查。2014年10月29日，中央第二巡视组组长张文岳向中共上海市委书记韩正反馈了上海官场存在的问题，并将一些领导干部的问题线索移交中纪委和中组部等部门。

## 2017年中共十九大后
2017年10月，中共十九大召开，十八届中央政治局常委中被视为江派成员的张德江、刘云山、张高丽同和曾任上海市委书记的俞正声与被视为江派要员郭伯雄亲信的军委副主席范长龙在十九大后全部退休，新产生的十九届中央政治局常委中仅排名最后的韩正被部分人视为上海帮成员，新产生的中共上海市委书记和市长分别由习近平在浙江的旧部李强和应勇担任，这样的做法打破了自1991年来上海市长全部为上海本地官员担任的惯例 。

## 2020年中央巡視組巡視上海
2020年10月至12月，十九届中央第六轮巡视正式启动，其中中央第四巡视组将在时隔六年后，再次巡视上海。2021年2月3日，中央第四巡视组组长赵凤桐向中共上海市委书记李强反馈了上海官场存在的问题，并将一些领导干部的问题线索移交中纪委和中组部等部门。

## 上海帮主要成员

### 核心人物
- 江泽民：原中共中央总书记、中国国家主席、中央军委主席（1989－2005）。

### 重要人物
- 吴邦国：原中共中央政治局常委、全国人大常委会委员长（2003－2013）。
- 贾庆林：原中共中央政治局常委、全国政协主席（2003－2013）。
- 曾庆红：原中共中央政治局常委、国家副主席、中央书记处书记。
- 李岚清：原中共中央政治局常委、国务院副总理。
- 黄菊：原中共中央政治局常委、国务院副总理。
- 周永康：原中共中央政治局常委、中央政法委书记（2014年12月5日被开除党籍）。
- 陈良宇：原中共中央政治局委员、上海市委书记（2007年7月26日被开除党籍）。
- 陈至立：原全国人大常委会副委员长。
- 贾廷安：原中共中央军委办公室主任。

### 其他人物
- 李长春：原中共中央政治局常委、中央精神文明建设指导委员会主任。
- 张德江：原中共中央政治局常委、全国人大常委会委员长（2013－2018）。
- 刘云山：原中共中央政治局常委、中央书记处书记。
- 张高丽：原中共中央政治局常委、国务院副总理。
- 郭伯雄：原中共中央政治局委员、中央军委副主席（2015年7月30日被开除党籍）。
- 徐才厚：原中共中央政治局委员、中央军委副主席（2014年6月30日被开除党籍）。
- 曾培炎：原中共中央政治局委员、国务院副总理。
- 回良玉：原中共中央政治局委员、国务院副总理。
- 刘淇：原中共中央政治局委员、北京市委书记。
- 孟建柱：原中共中央政治局委员、中央政法委书记。
- 华建敏：原全国人大常委会副委员长。

### 归属有争议的人物
- 朱镕基：原中共中央政治局常委、国务院总理（1998－2003），虽然先后担任上海党政一把手，与江泽民共事，但是一般不被视为“上海帮”成员。
- 吴官正：原中共中央政治局常委、中央纪委书记。曾協助胡錦濤、溫家寶查辦陳良宇案。
- 賀國強：原中共中央政治局常委、中央纪委书记。曾協助胡錦濤、溫家寶查辦薄熙來案。
- 俞正声：原中共中央政治局常委、全国政协主席（2013－2018）。曾在2007年至2012年间担任中共上海市委书记。
- 韩正：原中共中央政治局常委，现任中华人民共和国副主席。2003年，年仅49岁的韩正出任上海市长，10年后在中共十八大任中共中央政治局委员、上海市委书记，被一些人視為江澤民派系的一員[2][13]。2017年中共十九大上，韩正升任中共中央政治局常委，并于次年3月出任国务院第一副总理，成为中共党内的第七号人物[14]。中共二十大后，韩正不再担任中共中央政治局常委，但在次年3月的两会后出任国家副主席。然而，韩正在中共党内属于实干的中间派[15]。另外，也有报道称韩正是忠诚的习派成员[16]。其实韩正身份有多重性，他既担任过共青团上海市委书记，也跟习近平在上海短暂共事过几个月，又长期在上海工作跟江泽民关系良好。
- 王沪宁：现任中共中央政治局常委，十四届全国政协主席，党组书记。在江泽民担任中共中央总书记期间的1995年被调入中央政策研究室任政治组组长，并在江泽民卸任总书记的中共十六大前夕被提拔为中共中央政策研究室主任，王沪宁也在中共十六大上当选中共中央委员，但王沪宁在之后也辅佐过胡锦涛和习近平两任总书记且一直担任中央政策研究室主任至2020年。王沪宁在胡锦涛和习近平任内也进一步得到提拔。王沪宁在的中共十七大上被提拔为中共中央书记处书记，在习近平当选中共中央总书记的中共十八大上成为中共中央政治局委员，五年后在中共十九大上进一步晋升为中共中央政治局常委和排名第一的中央书记处书记，成为习近平第二任期内负责思想宣传、意识形态、政治教育、党的建设、文化管理、政策研究等工作的最高官员。在中共二十大上，王沪宁连任中共中央政治局常委，并在次年3月的两会上当选全国政协主席，成为中共党内的第四号人物，分管统战、宗教、民族、新疆、西藏等事务，并协助分管对台工作。